# Мандилария
Мандилария (греч. Μαντηλαριά) — технический (винный) сорт винограда, используемый для производства красных вин в Греции и на греческих островах.

## Основные характеристики
Листья средние, клиновидные, средне- или слаборассечённые, пятилопастные, гладкие, снизу покрыты паутинистым опушением. Черешковая выемка закрытая.
Грозди крупные, конические, крылатые, плотные. Ягоды средние, слегка сплюснутые, черновато-синие, покрыты густым восковым налетом. Кожица тонкая.
Сорт среднего периода созревания.

## Характеристики вина
Вина отличаются интенсивным насыщенным цветом (возможно, самый окрашенный сорт Греции), но получаются с относительным отсутствием тела. Легко заметить низкий уровень алкоголя (вина редко достигают даже 13 градусов) по сравнению с другими винами региона. Благодаря цвету часто используется в ассамбляжах, например, с Коцифали.

## Синонимы
Amorgiano, Pariano, Vaftra, Koundoura, Mandelaria.